# Curiosités animales
Curiosités animales est une série documentaire britannique présentée par David Attenborough.

## Concept
Chaque épisode présente deux espèces animales qui partagent une caractéristique remarquable. La spécificité de chaque espèce est expliquée selon les principes de la sélection naturelle, après un éventuel résumé des controverses scientifiques qui l'ont entourées. 

## Diffusion
Le premier épisode est diffusé sur la chaîne britannique Eden en janvier 2013. Elle est ensuite diffusée en Australie, en Belgique à partir de 2015, et sur la chaîne franco-allemande Arte en 2020.